# Martínez de la Torre
Martínez de la Torre es una ciudad y cabecera municipal del municipio de Martínez de la Torre, ubicado en la región nautla del estado mexicano de Veracruz.
Es conocida como la Capital Mundial del Limón Persa, siendo el municipio que más limón persa produce en México y el Mundo.

## Geografía
La localidad se sitúa en las coordenadas geográficas 20°03′38″N 97°03′15″O / 20.060556, -97.054167, a una elevación de 81 metros sobre el nivel del mar.
Clima
| Parámetros climáticos promedio de Martínez de la Torre, Veracruz (89 msnm) normales 1991–2020 | Parámetros climáticos promedio de Martínez de la Torre, Veracruz (89 msnm) normales 1991–2020 | Parámetros climáticos promedio de Martínez de la Torre, Veracruz (89 msnm) normales 1991–2020 | Parámetros climáticos promedio de Martínez de la Torre, Veracruz (89 msnm) normales 1991–2020 | Parámetros climáticos promedio de Martínez de la Torre, Veracruz (89 msnm) normales 1991–2020 | Parámetros climáticos promedio de Martínez de la Torre, Veracruz (89 msnm) normales 1991–2020 | Parámetros climáticos promedio de Martínez de la Torre, Veracruz (89 msnm) normales 1991–2020 | Parámetros climáticos promedio de Martínez de la Torre, Veracruz (89 msnm) normales 1991–2020 | Parámetros climáticos promedio de Martínez de la Torre, Veracruz (89 msnm) normales 1991–2020 | Parámetros climáticos promedio de Martínez de la Torre, Veracruz (89 msnm) normales 1991–2020 | Parámetros climáticos promedio de Martínez de la Torre, Veracruz (89 msnm) normales 1991–2020 | Parámetros climáticos promedio de Martínez de la Torre, Veracruz (89 msnm) normales 1991–2020 | Parámetros climáticos promedio de Martínez de la Torre, Veracruz (89 msnm) normales 1991–2020 | Parámetros climáticos promedio de Martínez de la Torre, Veracruz (89 msnm) normales 1991–2020 |
| Mes                                                                                           | Ene.                                                                                          | Feb.                                                                                          | Mar.                                                                                          | Abr.                                                                                          | May.                                                                                          | Jun.                                                                                          | Jul.                                                                                          | Ago.                                                                                          | Sep.                                                                                          | Oct.                                                                                          | Nov.                                                                                          | Dic.                                                                                          | Anual                                                                                         |
| --------------------------------------------------------------------------------------------- | --------------------------------------------------------------------------------------------- | --------------------------------------------------------------------------------------------- | --------------------------------------------------------------------------------------------- | --------------------------------------------------------------------------------------------- | --------------------------------------------------------------------------------------------- | --------------------------------------------------------------------------------------------- | --------------------------------------------------------------------------------------------- | --------------------------------------------------------------------------------------------- | --------------------------------------------------------------------------------------------- | --------------------------------------------------------------------------------------------- | --------------------------------------------------------------------------------------------- | --------------------------------------------------------------------------------------------- | --------------------------------------------------------------------------------------------- |
| Temp. máx. abs. (°C)                                                                          | 38                                                                                            | 37.5                                                                                          | 40.5                                                                                          | 43.5                                                                                          | 43                                                                                            | 42                                                                                            | 40                                                                                            | 41                                                                                            | 40.5                                                                                          | 38                                                                                            | 37                                                                                            | 35.5                                                                                          | 43.5                                                                                          |
| Temp. máx. media (°C)                                                                         | 24.4                                                                                          | 26.3                                                                                          | 28.8                                                                                          | 31.8                                                                                          | 34.3                                                                                          | 34.6                                                                                          | 33.8                                                                                          | 34.2                                                                                          | 32.7                                                                                          | 30.8                                                                                          | 27.4                                                                                          | 25.6                                                                                          | 30.4                                                                                          |
| Temp. media (°C)                                                                              | 19.1                                                                                          | 20.6                                                                                          | 23.1                                                                                          | 25.9                                                                                          | 28.3                                                                                          | 28.7                                                                                          | 28.1                                                                                          | 28.2                                                                                          | 27.4                                                                                          | 25.4                                                                                          | 22.2                                                                                          | 20.2                                                                                          | 24.8                                                                                          |
| Temp. mín. media (°C)                                                                         | 13.9                                                                                          | 15                                                                                            | 17.4                                                                                          | 19.9                                                                                          | 22.3                                                                                          | 22.9                                                                                          | 22.4                                                                                          | 22.2                                                                                          | 22                                                                                            | 19.9                                                                                          | 17                                                                                            | 14.9                                                                                          | 19.1                                                                                          |
| Temp. mín. abs. (°C)                                                                          | 3.5                                                                                           | 4                                                                                             | 7                                                                                             | 10                                                                                            | 12                                                                                            | 3.5                                                                                           | 18                                                                                            | 19                                                                                            | 16.5                                                                                          | 9.5                                                                                           | 4.5                                                                                           | 4                                                                                             | 3.5                                                                                           |
| Precipitación total (mm)                                                                      | 96.2                                                                                          | 76.8                                                                                          | 69.4                                                                                          | 108.3                                                                                         | 104.6                                                                                         | 139.7                                                                                         | 139                                                                                           | 189                                                                                           | 317.5                                                                                         | 276.6                                                                                         | 182.7                                                                                         | 94.3                                                                                          | 1794.1                                                                                        |
| Días de precipitaciones (≥ 0.1 mm)                                                            | 13.8                                                                                          | 10.8                                                                                          | 11                                                                                            | 10.4                                                                                          | 8.9                                                                                           | 12.5                                                                                          | 15                                                                                            | 14.8                                                                                          | 17.2                                                                                          | 13.2                                                                                          | 13.1                                                                                          | 12.3                                                                                          | 153                                                                                           |
| Fuente: Servicio Meteorológico Nacional                                                       |                                                                                               |                                                                                               |                                                                                               |                                                                                               |                                                                                               |                                                                                               |                                                                                               |                                                                                               |                                                                                               |                                                                                               |                                                                                               |                                                                                               |                                                                                               |

## Demografía
Según el Conteo de Población y Vivienda 2020, efectuado por el Instituto Nacional de Estadística y Geografía, la localidad de Martínez de la Torre tiene 64,692 habitantes y junto con su ciudad vecina más poblada Independencia tienen una población en conjunto de 80,882 habitantes.
De los 64,692 habitantes de Martínez de la torre, los cuales 30,690 son del sexo masculino y 34,002 del sexo femenino. Su tasa de fecundidad es de 1.97 hijos por mujer y tiene 19,573 viviendas particulares habitadas.Actualmente es la 9 ciudad más poblada del Estado de Veracruz.
| Gráfica de evolución demográfica de Martínez de la Torre entre 1900 y 2020 |
|                                                                            |
| INEGI.                                                                     |